# Rivière du Platin
La rivière du Platin ou rivière Fiset (en anglais : Fiset Brook) est un cours au Cap-Breton, au Canada.
La rivière mesure environ 13 kilomètres de long. Elle prend sa source dans la Montagne Noire, un sommet du plateau du Cap-Breton, à 450 mètres d'altitude, à 12 kilomètres au sud-est de Chéticamp. La rivière suit ensuite un cours orienté vers l'ouest avant de passer à moins de 200 mètres du ruisseau des Aucoin, dans le quartier de Belle-Marche, et de bifurquer vers le sud. La rivière se jette finalement dans le bassin du Redman, au quartier du Plateau. Le bassin du Redman est un embranchement du havre de Chéticamp, qui communique au nord avec le golfe du Saint-Laurent. La vallée est très accidentée, sauf près de l'embouchure.